# Ragusa (pokrajina)
Pokrajina Ragusa (talijanski: Provincia di Ragusa, sicilijanski: Pruvincia di Rausa) jedna je od devet pokrajina u talijanskoj regiji Siciliji. Glavni grad pokrajine je Ragusa. 
Pokrajina se nalazi na južnom dijelu Sicilije. Na sjeveru graniči s pokrajinama Caltanissetta i Catania, a na istoku s pokrajinom Sirakuza.
Pokrajina se sastoji od 12 općina. Gradovi Ragusa, Modica i Scicli se s ostalim baroknim gradovima Val di Nota nalaze na UNESCO-ovom popisu svjetske baštine.

## Općine
| Općina               | Broj stanovnika (31. srpnja 2006.) |
| -------------------- | ---------------------------------- |
| Acate                | 8.380                              |
| Chiaramonte Gulfi    | 8.046                              |
| Comiso               | 29.624                             |
| Giarratana           | 3.224                              |
| Ispica               | 14.914                             |
| Modica               | 53.715                             |
| Monterosso Almo      | 3.331                              |
| Pozzallo             | 18.596                             |
| Ragusa               | 72.057                             |
| Santa Croce Camerina | 9.591                              |
| Scicli               | 25.935                             |
| Vittoria             | 61.079                             |